# Scotinotylus venetus
Scotinotylus venetus là một loài nhện trong họ Linyphiidae.
Loài này thuộc chi Scotinotylus. Scotinotylus venetus được Tord Tamerlan Teodor Thorell miêu tả năm 1875.